# Pentaphragma sinense
Pentaphragma sinense är en tvåhjärtbladig växtart som beskrevs av William Botting Hemsley och E.H. Wilson. Pentaphragma sinense ingår i släktet Pentaphragma och familjen Pentaphragmataceae. Inga underarter finns listade i Catalogue of Life.